# Phalops prasinus
Phalops prasinus är en skalbaggsart som beskrevs av Wilhelm Ferdinand Erichson 1843. Phalops prasinus ingår i släktet Phalops och familjen bladhorningar. Inga underarter finns listade i Catalogue of Life.